# جورج ودمان
جورج ودمان (بالإنجليزية: George Woodman)‏ هو رسام وفنان ومصور أمريكي، ولد في 1932، وتوفي في 23 مارس 2017.

## وصلات خارجية
- جورج ودمان على موقع IMDb (الإنجليزية)
- جورج ودمان على موقع قاعدة بيانات الفيلم (الإنجليزية)